# Saison 1933-1934 des Black Hawks de Chicago
Autres saisons
La saison 1933-1934 est la huitième saison de hockey sur glace jouée par les Black Hawks de Chicago dans la Ligue nationale de hockey.

## Saison régulière

### Contexte de la saison
La saison précédente est une saison mouvementée pour les Black Hawks avec pas moins de trois entraîneurs utilisés et une dernière place de la division américaine. Thomas Gorman reste cependant entraîneur de l'équipe et prend le rôle de directeur général pour cette nouvelle saison. Charlie Gardiner, le gardien de but de l'équipe est nommé capitaine et voit sa défense se renforcer avec l'arrivée de Lionel Conacher en provenance des Maroons de Montréal. Après les huit premiers matchs, les Black Hawks n'ont perdu qu'à deux reprises et sont en tête de leur division grâce, en partie, à trois blanchissages de Gardiner. À la fin de l'année 1933, ils sont toujours premiers et Gardiner compte déjà cinq blanchissages à son actif. Le mois de janvier est moins bon, les Black Hawks ne remportent qu'un seul de leurs huit premières rencontres et ils perdent la tête pour se retrouver en 3e place, à égalité de points cependant avec les deux premiers. Ils se reprennent ensuite en ne perdant qu'un seul de leurs neuf matchs suivants, mais les Red Wings de Détroit n'en perdent aucun et gardent la tête de la division. La fin de saison est moins bonne pour Chicago qui perd sept matchs sur neuf avant de terminer par deux victoires qui assure la seconde place de la division. Comme la saison précédente, les Black Hawks finissent avec seulement 88 buts marqués, la moins bonne attaque de la LNH ; la différence avec la saison précédente et la défense qui se classe au premier rang de la ligue avec seulement 83 buts encaissés et dix blanchissages enregistrés par Gardiner.
Au niveau individuel, Gardiner remporte son deuxième trophée Vézina et Conacher, dont l'influence sur l'équipe a été grande, termine à la deuxième place des votes pour l'attribution du trophée Hart remporté par Aurèle Joliat.

### Classement
| Clt   | Équipe                 | PJ | V  | D  | N  | BP  | BC  | Pts |
| ----- | ---------------------- | -- | -- | -- | -- | --- | --- | --- |
| +001, | Red Wings de Détroit   | 48 | 24 | 14 | 10 | 113 | 98  | 58  |
| +002, | Black Hawks de Chicago | 48 | 20 | 17 | 11 | 88  | 83  | 51  |
| +003, | Rangers de New York    | 48 | 21 | 19 | 8  | 120 | 113 | 50  |
| +004, | Bruins de Boston       | 48 | 18 | 25 | 5  | 111 | 130 | 41  |

### Matchs après matchs
Ce tableau reprend les résultats de l'équipe au cours de la saison, les buts marqués par les Black Hawks étant inscrits en premier.
| No | Date        | Adversaire             | Lieu     | Score    | Bilan (V-D-N) | Pts |
| -- | ----------- | ---------------------- | -------- | -------- | ------------- | --- |
| 1  | 9 novembre  | Americans de New York  | 2-2      | Chicago  | 0-0-1         | 1   |
| 2  | 12 novembre | Rangers de New York    | 1-0      | Chicago  | 1-0-1         | 3   |
| 3  | 14 novembre | Canadiens de Montréal  | 1-3      | Montréal | 1-1-1         | 3   |
| 4  | 16 novembre | Sénateurs d'Ottawa     | 2-1      | Ottawa   | 2-1-1         | 5   |
| 5  | 19 novembre | Sénateurs d'Ottawa     | 2-1      | Chicago  | 3-1-1         | 7   |
| 6  | 21 novembre | Bruins de Boston       | 0-2      | Boston   | 3-2-1         | 7   |
| 7  | 23 novembre | Americans de New York  | 2-0      | New York | 4-2-1         | 9   |
| 8  | 26 novembre | Bruins de Boston       | 1-0      | Chicago  | 5-2-1         | 11  |
| 9  | 30 novembre | Red Wings de Détroit   | 1-2      | Détroit  | 5-3-1         | 11  |
| 10 | 3 décembre  | Rangers de New York    | 0-1 (pr) | New York | 5-4-1         | 11  |
| 11 | 7 décembre  | Maroons de Montréal    | 3-1      | Chicago  | 6-4-1         | 13  |
| 12 | 9 décembre  | Maple Leafs de Toronto | 0-1      | Toronto  | 6-5-1         | 13  |
| 13 | 12 décembre | Red Wings de Détroit   | 1-4      | Détroit  | 6-6-1         | 13  |
| 14 | 14 décembre | Red Wings de Détroit   | 4-0      | Chicago  | 7-6-1         | 15  |
| 15 | 17 décembre | Canadiens de Montréal  | 4-1      | Chicago  | 8-6-1         | 17  |
| 16 | 19 décembre | Sénateurs d'Ottawa     | 2-2      | Ottawa   | 8-6-2         | 18  |
| 17 | 21 décembre | Maroons de Montréal    | 0-0      | Montréal | 8-6-3         | 19  |
| 18 | 23 décembre | Bruins de Boston       | 3-1      | Boston   | 9-6-3         | 21  |
| 19 | 26 décembre | Americans de New York  | 2-1      | New York | 10-6-3        | 23  |
| 20 | 28 décembre | Sénateurs d'Ottawa     | 2-2      | Chicago  | 10-6-4        | 24  |
| 21 | 1 janvier   | Maple Leafs de Toronto | 1-2      | Chicago  | 10-7-4        | 24  |
| 22 | 7 janvier   | Rangers de New York    | 1-1      | Chicago  | 10-7-5        | 25  |
| 23 | 11 janvier  | Bruins de Boston       | 0-0      | Chicago  | 10-7-6        | 26  |
| 24 | 14 janvier  | Americans de New York  | 4-0      | Chicago  | 11-7-6        | 28  |
| 25 | 16 janvier  | Maroons de Montréal    | 5-6 (pr) | Montréal | 11-8-6        | 28  |
| 26 | 18 janvier  | Rangers de New York    | 0-5      | New York | 11-9-6        | 28  |
| 27 | 20 janvier  | Maple Leafs de Toronto | 2-2      | Toronto  | 11-9-7        | 29  |
| 28 | 21 janvier  | Maroons de Montréal    | 2-2      | Chicago  | 11-9-8        | 30  |
| 29 | 25 janvier  | Canadiens de Montréal  | 2-1 (pr) | Chicago  | 12-9-8        | 32  |
| 30 | 28 janvier  | Maple Leafs de Toronto | 2-0      | Chicago  | 13-9-8        | 34  |
| 31 | 30 janvier  | Sénateurs d'Ottawa     | 2-0      | Ottawa   | 14-9-8        | 36  |
| 32 | 1 février   | Canadiens de Montréal  | 3-3      | Montréal | 14-9-9        | 37  |
| 33 | 4 février   | Bruins de Boston       | 1-2 (pr) | Chicago  | 14-10-9       | 37  |
| 34 | 8 février   | Red Wings de Détroit   | 1-1      | Chicago  | 14-10-10      | 38  |
| 35 | 11 février  | Canadiens de Montréal  | 4-1      | Chicago  | 15-10-10      | 40  |
| 36 | 15 février  | Sénateurs d'Ottawa     | 5-2      | Chicago  | 16-10-10      | 42  |
| 37 | 18 février  | Rangers de New York    | 2-1      | New York | 17-10-10      | 44  |
| 38 | 20 février  | Americans de New York  | 1-3      | New York | 17-11-10      | 44  |
| 39 | 22 février  | Americans de New York  | 0-0      | Chicago  | 17-11-11      | 45  |
| 40 | 24 février  | Canadiens de Montréal  | 2-3 (pr) | Montréal | 17-12-11      | 45  |
| 41 | 27 février  | Bruins de Boston       | 1-3      | Boston   | 17-13-11      | 45  |
| 42 | 1 mars      | Rangers de New York    | 1-3      | Chicago  | 17-14-11      | 45  |
| 43 | 4 mars      | Maroons de Montréal    | 4-2      | Chicago  | 18-14-11      | 47  |
| 44 | 8 mars      | Red Wings de Détroit   | 0-3      | Chicago  | 18-15-11      | 47  |
| 45 | 11 mars     | Red Wings de Détroit   | 2-3 (pr) | Détroit  | 18-16-11      | 47  |
| 46 | 13 mars     | Maroons de Montréal    | 2-6      | Montréal | 18-17-11      | 47  |
| 47 | 15 mars     | Maple Leafs de Toronto | 2-1      | Toronto  | 19-17-11      | 49  |
| 48 | 18 mars     | Maple Leafs de Toronto | 3-2      | Chicago  | 20-17-11      | 51  |

- Victoire
- Défaite
- Match nul

### Classement des joueurs
| Nom               | Poste         | PJ | B  | A  | Pts | Pun | Commentaire                                                                                            |
| ----------------- | ------------- | -- | -- | -- | --- | --- | --- |
| Paul Thompson     | Ailier gauche | 48 | 20 | 16 | 36  | 17  | |
| Johnny Gottselig  | Ailier gauche | 48 | 16 | 14 | 30  | 4   | |
| Doc Romnes        | Centre        | 47 | 7  | 21 | 28  | 6   | |
| Lionel Conacher   | Ailier droit  | 48 | 10 | 13 | 23  | 87  | |
| Mush March        | Ailier droit  | 48 | 4  | 13 | 17  | 26  | |
| Tom Cook          | Centre        | 37 | 5  | 9  | 14  | 15  | |
| Rosario Couture   | Ailier droit  | 48 | 5  | 8  | 13  | 21  | |
| Jack Leswick      | Centre        | 37 | 1  | 7  | 8   | 16  | |
| Arthur Coulter    | Défenseur     | 41 | 5  | 2  | 7   | 39  | |
| John Sheppard     | Ailier gauche | 38 | 3  | 4  | 7   | 4   | A commencé la saison avec les Bruins de Boston                                                         |
| Leroy Goldsworthy | Ailier droit  | 27 | 3  | 3  | 6   | 0   | |
| Roger Jenkins     | Défenseur     | 48 | 2  | 2  | 4   | 37  | |
| Louis Trudel      | Ailier gauche | 34 | 1  | 3  | 4   | 13  | |
| Don McFadyen      | Centre        | 34 | 1  | 3  | 4   | 20  | |
| Bill Kendall      | Ailier droit  | 21 | 3  | 0  | 3   | 0   | |
| Clarence Abel     | Défenseur     | 46 | 2  | 1  | 3   | 28  | |
| Tom Coulter       |               | 1  | 0  | 0  | 0   | 0   | |
| Duke Dutkowski    | Défenseur     | 5  | 0  | 0  | 0   | 2   | A commencé la saison avec les Americans de New York · A terminé la saison avec les Rangers de New York |

| Nom              | PJ | V  | D  | N  | Min   | BC | Bl | Moy  | Commentaire           |
| ---------------- | -- | -- | -- | -- | ----- | -- | -- | ---- | --------------------- |
| Charlie Gardiner | 48 | 20 | 17 | 11 | 3 050 | 83 | 10 | 1,63 | Capitaine de l'équipe |

## Séries éliminatoires
En séries, les Black Hawks retrouvent les Canadiens de Montréal, pour une revanche de la finale perdue trois ans plus tôt. Chicago remporte le premier match à Montréal sur le score de 3 buts à 2. Cependant, lors du deuxième match, les Canadiens mènent 1-0 après 60 minutes de match. Les deux clubs étant à égalité au nombre de victoires et de buts marqués, une prolongation doit être jouée et ce sont les Black Hawks qui marquent après 11 minutes de jeu par l'intermédiaire de Harold « Mush » March et se qualifient pour le deuxième tour. Ils sont alors confrontés à l'autre équipe de Montréal, les Maroons, ancienne équipe de Conacher. La victoire est plus aisée puisque les Black Hawks remportent les deux matchs 3-0 puis 3-2.
Les Black Hawks accèdent à la deuxième finale de leur histoire. Ils retrouvent les Red Wings de Détroit qui ont remporté leur division lors de la saison régulière. Les deux équipes se sont rencontrées à six reprises au cours de la saison et les Red Wings l'ont emporté à quatre reprises contre un match nul et une seule victoire pour les Black Hawks. Le premier match joué à Détroit est serré et Chicago l'emporte 2-1 en prolongation. Les Black Hawks remportent facilement le deuxième match 4-1 mais les Red Wings se vengent lors de la troisième rencontre en gagnant 5-2. Le quatrième match, joué devant 16 500 spectateurs, est à nouveau serré et les gardiens repoussent tous les tirs adverses durant les soixante minutes réglementaires. Des prolongations doivent alors être jouées ; le score reste encore vierge après la première période et après un peu plus de dix minutes de jeu lors de la deuxième, Ebbie Goodfellow écope d'une punition qui oblige l'équipe de Détroit à jouer en infériorité numérique. Sur une passe de Doc Romnes, March, encore lui, marque alors le but qui donne la victoire et la première coupe Stanley aux Black Hawks. La victoire est cependant gâchée deux mois plus tard lorsque Gardiner meurt d'une hémorragie intra-cérébrale le 13 juin 1934.

### Tableau récapitulatif
Les deux équipes directement qualifiées jouent leur qualification pour la finale au nombre de matchs alors que les autres équipes jouent deux tours disputés au nombre de buts. La finale est également jouée au nombre de matchs remportés.
|  | Quarts de finale       | Quarts de finale       | Quarts de finale       | Quarts de finale       |                        |                        | Demi-finales              | Demi-finales              | Demi-finales              | Demi-finales              |  |  | Finale              | Finale              | Finale              | Finale              |
|  |                        |                        |                        |                        |                        |                        |                           |                           |                           |                           |  |  |                     |                     |                     |                     |
|  |                        |                        |                        |                        |                        |                        | 22, 24, 26, 28 et 30 mars | 22, 24, 26, 28 et 30 mars | 22, 24, 26, 28 et 30 mars | 22, 24, 26, 28 et 30 mars |  |  | 3, 5, 8 et 10 avril | 3, 5, 8 et 10 avril | 3, 5, 8 et 10 avril | 3, 5, 8 et 10 avril |
|  |                        |                        |                        |                        |                        |                        | 22, 24, 26, 28 et 30 mars | 22, 24, 26, 28 et 30 mars | 22, 24, 26, 28 et 30 mars | 22, 24, 26, 28 et 30 mars |  |  | 3, 5, 8 et 10 avril | 3, 5, 8 et 10 avril | 3, 5, 8 et 10 avril | 3, 5, 8 et 10 avril |
|  |                        |                        |                        |                        |                        |                        | 22, 24, 26, 28 et 30 mars | 22, 24, 26, 28 et 30 mars | 22, 24, 26, 28 et 30 mars | 22, 24, 26, 28 et 30 mars |  |  | 3, 5, 8 et 10 avril | 3, 5, 8 et 10 avril | 3, 5, 8 et 10 avril | 3, 5, 8 et 10 avril |
|  |                        |                        |                        |                        |                        |                        | 22, 24, 26, 28 et 30 mars | 22, 24, 26, 28 et 30 mars | 22, 24, 26, 28 et 30 mars | 22, 24, 26, 28 et 30 mars |  |  | 3, 5, 8 et 10 avril | 3, 5, 8 et 10 avril | 3, 5, 8 et 10 avril | 3, 5, 8 et 10 avril |
|  |                        |                        |                        |                        |                        |                        | 22, 24, 26, 28 et 30 mars | 22, 24, 26, 28 et 30 mars | 22, 24, 26, 28 et 30 mars | 22, 24, 26, 28 et 30 mars |  |  | 3, 5, 8 et 10 avril | 3, 5, 8 et 10 avril | 3, 5, 8 et 10 avril | 3, 5, 8 et 10 avril |
|  | Red Wings de Détroit   | Red Wings de Détroit   | 3                      | 3                      |                        |                        |                           |                           |                           |                           |  |  | 3, 5, 8 et 10 avril | 3, 5, 8 et 10 avril | 3, 5, 8 et 10 avril | 3, 5, 8 et 10 avril |
|  | Red Wings de Détroit   | Red Wings de Détroit   | 3                      | 3                      |                        |                        |                           |                           |                           |                           |  |  | 3, 5, 8 et 10 avril | 3, 5, 8 et 10 avril | 3, 5, 8 et 10 avril | 3, 5, 8 et 10 avril |
|  |                        |                        | Maple Leaf de Toronto  | Maple Leaf de Toronto  | 2                      | 2                      |                           |                           |                           |                           |  |  | 3, 5, 8 et 10 avril | 3, 5, 8 et 10 avril | 3, 5, 8 et 10 avril | 3, 5, 8 et 10 avril |
|  |                        |                        |                        |                        | 2                      | 2                      |                           |                           |                           |                           |  |  | 3, 5, 8 et 10 avril | 3, 5, 8 et 10 avril | 3, 5, 8 et 10 avril | 3, 5, 8 et 10 avril |
|  |                        | 28 mars et 1er avril   |                        |                        |                        |                        |                           |                           |                           |                           |  |  | 3, 5, 8 et 10 avril | 3, 5, 8 et 10 avril | 3, 5, 8 et 10 avril | 3, 5, 8 et 10 avril |
|  |                        |                        |                        |                        |                        |                        |                           |                           |                           |                           |  |  | 3, 5, 8 et 10 avril | 3, 5, 8 et 10 avril | 3, 5, 8 et 10 avril | 3, 5, 8 et 10 avril |
|  | Red Wings de Détroit   | Red Wings de Détroit   | 1                      | 1                      |                        |                        |                           |                           |                           |                           |  |  |                     |                     |                     |                     |
|  | Red Wings de Détroit   | Red Wings de Détroit   | 1                      | 1                      | 22 et 25 mars          |                        |                           |                           |                           |                           |  |  |                     |                     |                     |                     |
|  |                        |                        | Black Hawks de Chicago | Black Hawks de Chicago | 3                      | 3                      |                           |                           |                           |                           |  |  |                     |                     |                     |                     |
|  | Black Hawks de Chicago | Black Hawks de Chicago | Black Hawks de Chicago | Black Hawks de Chicago | 3                      | 3                      | 3                         | 1                         |                           |                           |  |  |                     |                     |                     |                     |
|  | Black Hawks de Chicago | Black Hawks de Chicago |                        |                        |                        |                        |                           |                           |                           |                           |  |  |                     |                     |                     |                     |
|  | Canadiens de Montréal  | Canadiens de Montréal  | 2                      | 1                      |                        |                        |                           |                           |                           |                           |  |  |                     |                     |                     |                     |
|  | Canadiens de Montréal  | Canadiens de Montréal  | 2                      | 1                      | Black Hawks de Chicago | Black Hawks de Chicago | 3                         | 3                         |                           |                           |  |  |                     |                     |                     |                     |
|  | 20 et 25 mars          |                        |                        |                        | Black Hawks de Chicago | Black Hawks de Chicago | 3                         | 3                         |                           |                           |  |  |                     |                     |                     |                     |
|  |                        |                        | Maroons de Montréal    | Maroons de Montréal    | 0                      | 2                      |                           |                           |                           |                           |  |  |                     |                     |                     |                     |
|  | Maroons de Montréal    | Maroons de Montréal    | Maroons de Montréal    | Maroons de Montréal    | 0                      | 2                      | 0                         | 2                         |                           |                           |  |  |                     |                     |                     |                     |
|  | Maroons de Montréal    | Maroons de Montréal    |                        |                        |                        |                        |                           | 2                         |                           |                           |  |  |                     |                     |                     |                     |
|  | Rangers de New York    | Rangers de New York    | 0                      | 1                      |                        |                        |                           |                           |                           |                           |  |  |                     |                     |                     |                     |
|  | Rangers de New York    | Rangers de New York    | 0                      | 1                      |                        |                        |                           |                           |                           |                           |  |  |                     |                     |                     |                     |
|  |                        |                        |                        |                        |                        |                        |                           |                           |                           |                           |  |  |                     |                     |                     |                     |

### Classement des joueurs
| Nom         | PJ | B | A | Pts | Pun |
| ----------- | -- | - | - | --- | --- |
| Romnes      | 8  | 2 | 7 | 9   | 0   |
| Thompson    | 8  | 4 | 3 | 7   | 6   |
| Gottselig   | 8  | 4 | 3 | 7   | 4   |
| March       | 8  | 2 | 2 | 4   | 6   |
| McFadyen    | 8  | 2 | 2 | 4   | 5   |
| Couture     | 8  | 1 | 2 | 3   | 4   |
| Conacher    | 8  | 2 | 0 | 2   | 4   |
| Cook        | 8  | 1 | 0 | 1   | 0   |
| A. Coulter  | 8  | 1 | 0 | 1   | 10  |
| Sheppard    | 8  | 0 | 0 | 0   | 0   |
| Goldsworthy | 8  | 0 | 0 | 0   | 0   |
| Jenkins     | 8  | 0 | 0 | 0   | 4   |
| Trudel      | 7  | 0 | 0 | 0   | 2   |
| Abel        | 8  | 0 | 0 | 0   | 8   |
| Kendall     | 1  | 0 | 0 | 0   | 0   |